# シカゴ・リリック・オペラ

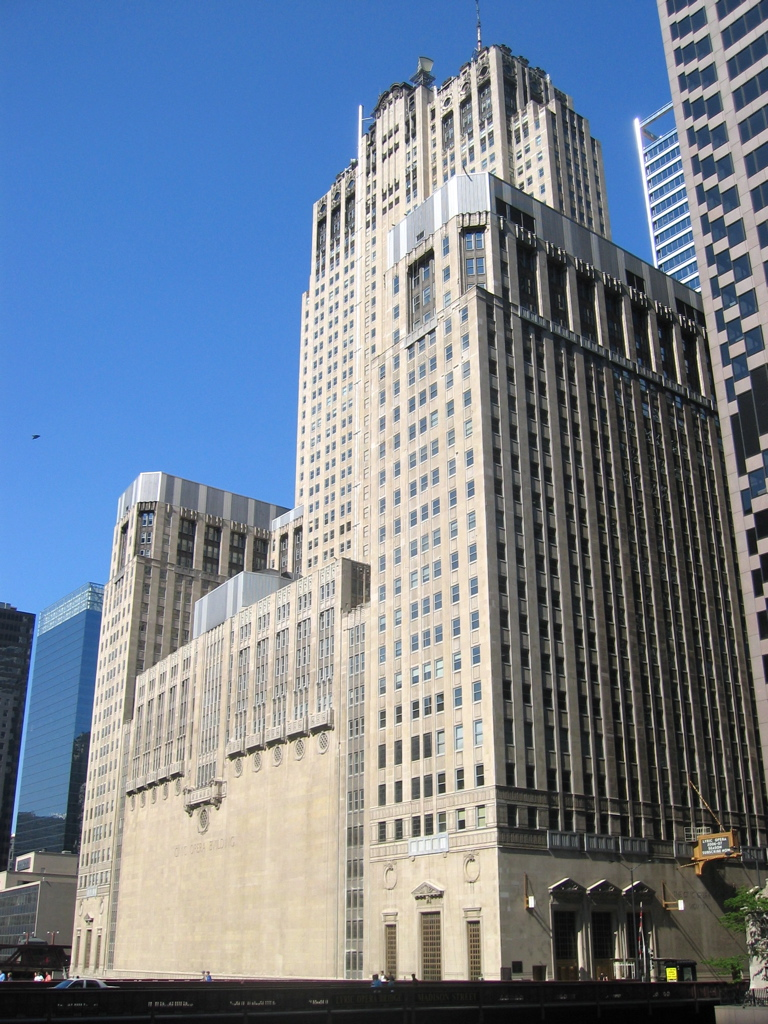
シビックオペラビルディングの外観。劇場とオペラ関連スペースおよびオフィスが含まれている。

シカゴ・リリック・オペラ（英語：Lyric Opera of Chicago、略称：Lyric（リリック。アメリカには多数の「リリック・オペラ」が存在するが、通常「リリック」といえばこの団体を指す））は、米国を代表するオペラ団体の1つ。1954年にキャロル・フォックス、ニコラ・レッシーニョ、ローレンス・ケリーによって「シカゴのリリック・シアター（Lyric Theatre of Chicago）」という名前でシカゴに設立され、初のシーズンは、 マリア・カラスのアメリカデビューとなるベッリーニ『ノルマ』を含んで開始された。同団体は1956年に現在の名前でフォックスによって再編成され、1981年の離職後も引き続き米国の主要なオペラ団体の1つであり続けている。リリックはシビック・オペラ・ビルディングの劇場と関連スペースに収容されている。これらのスペースは現在リリックが所有している。

## シカゴのオペラ 1850–1954
シカゴで最初に上演されたオペラは、1850年7月29日に旅行劇会社によって上演されたベッリーニ『夢遊病の女』であった。シカゴの最初のオペラハウスは1865年にオープンしたが、1871年にシカゴの大火で破壊された。2番目のオペラハウス、シカゴ・オーディトリアムは1889年にオープンした。 
1929年に現在のノース・ワッカー・ドライブにあるシビック・オペラ・ハウスがオープンしたが、 大恐慌でシカゴ・シビック・オペラ団体自体が崩壊した。古い会場は、1941年に閉館するまで、ステージショーやミュージカルの制作を続けていた。 
シカゴを本拠地とするオペラ団体が発足したのは1910年である。1906年にオスカー・ハマースタイン1世によってニューヨークで設立されたマンハッタン・オペラ・カンパニーが、より経済的に健全なメトロポリタン・オペラに圧迫されてしまい、その生き残りの人々によって、シカゴ・グランド・オペラ・カンパニーが設立された。シカゴにはこの最初の団体の公演が4シーズンあったが、1914/1915年には公演が開催されなかったため、シカゴ・オペラ協会（Chicago Opera Association）として再結成された。これは1921/1922年まで続き、1922年から1932年までシカゴ・シビック・オペラとなった。1932/1933年に公演がなかった後、再結成され、1933年から1935年までは再びシカゴ・グランド・オペラ・カンパニーとなった。1936年から1939年まではシカゴ・シティ・オペラ・カンパニーと呼ばれ、最終的に1940年から1946年まではシカゴ・オペラ・カンパニーがオペラを上演した。1947年から1953年までは公演がなかったので、オペラは他の団体の客演で上演されていた。1954年にリリック・オペラが結成され、1967年を除いて途切れることなく続いている。

## リリック・オペラ 1954–1980
キャロル・フォックスは、28歳でアメリカ初の女性オペラ・インプレサリオとなり、1954年にマリア・カラスを呼び寄せ、ベッリーニ『ノルマ』のタイトルロールでアメリカデビューを果たした。これはシカゴでの多くの感動的なカラスの公演の最初のものだった。しかし、1954年のこの最初の8つのオペラ・シーズンは、オペラ制作者としての長い見習い期間の結果ではなかった。イタリア語とフランス語に堪能なキャロル・フォックスは、長年オペラの歌唱を学び、締めくくりはイタリアで2年間の集中的な訓練を受けた。しかし、将来的にオペラ歌手になることは無理だと悟った彼女は、世界最高のアーティストの公演を故郷のシカゴで開催することに決めた。彼女の成功は、シビック・オペラ・ハウスの満員御礼に関する一つの統計で測ることができる。1954シーズンは3週間であり、2007/2008シーズンはほぼ6ヶ月である。 
フォックスは歌手以外のアーティストにも強力な交渉力を発揮し、ルドルフ・ヌレエフのアメリカのバレエ舞台デビューをリリックで実現させたり、ヴェラ・ゾリーナ、アリシア・マルコワ、エリック・ブルーン、マリア・トールチーフも同様にリリックで踊り、ジョージ・バランシンがリリックのために振付を担当したりした。イタリアの作曲家ピノ・ドナティが彼女の芸術面での指南役であった。ブルーノ・バルトレッティが首席指揮者を務めたが、他の指揮者にはトゥリオ・セラフィン、ディミトリ・ミトロプーロス、アルトゥール・ロジンスキなどがいた。クリストフ・フォン・ドホナーニとサー・ゲオルク・ショルティは、アメリカでのオペラデビューにリリックを選んだ。フランコ・ゼフィレッリはハロルド・プリンスと同様にオペラを上演した。 
彼女の病気と1980年のリリックの悲惨な財政状態にもかかわらず、彼女は芸術的水準を下げることを拒否したため、彼女は辞任を求められ、辞任した。キャロル・フォックスは数ヶ月後に亡くなり、娘のヴィクトリアが残された。 
リリックの創始者であるソール・ベローは1979年に書いた。「ミス・フォックスは、ハルハウスのジェーン・アダムズや詩の雑誌のハリエット・モンローと共に、シカゴで最も偉大な女性の一人として記憶されるだろう」
キャロル・フォックスは、リリックでの長年の活動を通じて、世界的に有名なアーティストをリリックに招くための自信と権威を築き上げた：ルチアーノ・パヴァロッティ（7つの役柄で56回の公演）、ティート・ゴッビ、エレノア・スティーバー、ユッシ・ビョルリング、ビルギット・ニルソン、レナータ・テバルディ、ジュゼッペ・ディ・ステファーノ、ジュリエッタ・シミオナート、リチャード・タッカー、ボリス・クリストフ、アイリーン・ファーレル 、ドロシー・カーステン、レオニー・リザネク、レオンティン・プライス、エリーザベト・シュヴァルツコップ、ジェライント・エバンス、ミレッラ・フレーニ、ニコライ・ギャウロフ、アルフレード・クラウス、レナータ・スコット、ロバート・メリル、ジョーン・サザーランド、クリスタ・ルートヴィヒ、ジョン・ヴィッカース、マリリン・ホーン、グレース・バンブリー、モントセラート・カバリェ、タティアナ・トロヤノス、シェリル・ミルンズ、プラシド・ドミンゴ、フェリシア・ウェザーズ、ホセ・カレーラス。アンナ・モッフォもアメリカのデビューにリリックを選んだ。

## その後の管理者
キャロル・フォックスの後任は、長年アシスタント・マネージャーを務め、後にオペラハウスの名を冠したアーディス・クレイニク（1981年 - 1996年）、ウィリアム・メイソン（1997年 - 2011年）が務めた。2011年10月にはアンソニー・フロイトが就任した。 
1964年から1974年まで、ブルーノ・バルトレッティは共同芸術監督兼首席指揮者を務め、1974年から2000年までは単独監督兼首席指揮者を務めた。アンドルー・デイヴィス卿は、2000年9月からリリックの音楽監督兼首席指揮者を務めている。2004/2005年シーズンには、創立50周年を記念してワーグナー『ニーベルングの指環』の全3サイクルを指揮した。デイヴィスは2020/2021年シーズン終了時に退任する予定で、エンリケ・マッツォーラが音楽監督兼首席指揮者に就任することが言明されている。 
ダニー・ニューマンは、1954年から2001/2002年シーズンで引退するまで、長年にわたりリリックの広報責任者を務めた。ニューマンは、米国の非営利芸術団体の標準的な経済モデルである会員を基盤とした芸術マーケティングの創始者として高く評価されている。フィリップ・デイヴィッド・モアヘッドは2015年に引退するまで音楽スタッフのトップを務めた。 

## 公演の歴史
標準的なオペラのレパートリーに加えて 、Lyricでは現代作品も上演する。ハービソン『グレート・ギャツビー』（2000-2001）、ヴァイル『ストリート・シーン』（2001-2002）、フロイド『スザンナ』、ソンドハイム『スウィーニー・トッド』（2002-2003）、ピーター・セラーズ監督によるジョン・アダムズ『原爆博士』などがある。 
作曲家ウィリアム・ボルコムは、ロバート・アルトマン監督の1978年の同名映画を基に、リリックのためにオペラ『A Wedding』を書き上げた。このオペラはリリックの50周年記念シーズンに初演された。2015/2016シーズンには、アン・パチェットの小説を原作としたニロ・クルスの台本によるペルーの作曲家ジミー・ロペスの最新の委嘱作品『ベル・カント』を初演した。 
リリックの公演は、1971年から2001年までWFMTラジオ・ネットワークによって放送され、全国中継されていたが、スポンサーの撤退により中止された。この問題は、2006年10月21日に行われたデボラ・ヴォイト主演のリヒャルト・シュトラウス『サロメ』の初日の11時間目に解決された。リリックの中継放送は2007年5月にWFMTネットワークで再開され、このネットワークには合併してシリウスXM衛星ラジオになる前のXM衛星ラジオも含まれていた。

## シビック・オペラ・ハウス
詳細はシビック・オペラ・ハウスを参照。

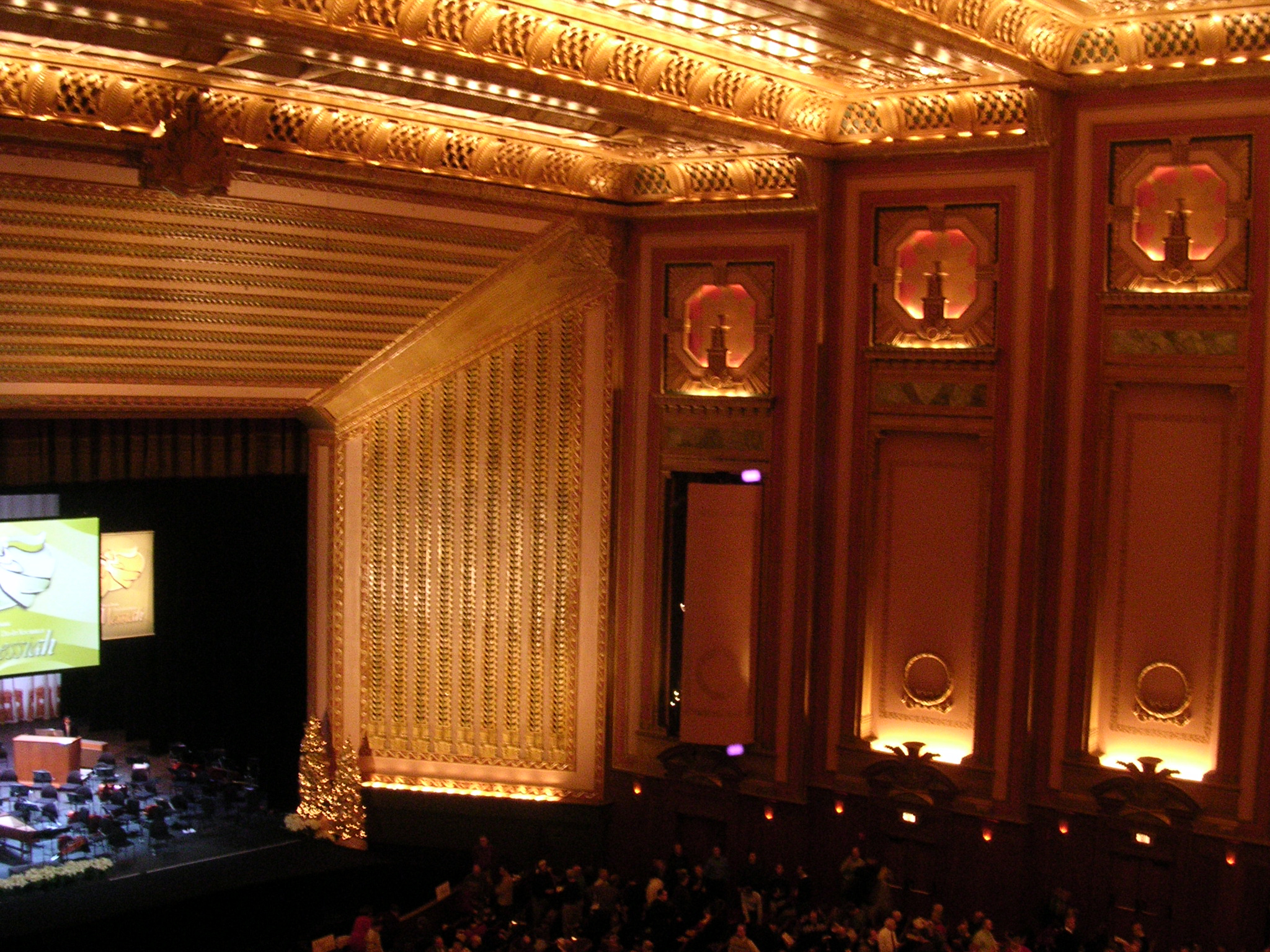
アーディス・クレイニク劇場

リリックの恒久的な本拠地はシビック・オペラハウスで、1954年から1993年の改装後にそれらの施設を購入するまでの間、建物の一部を借りていた。1929年に建てられたこの建物は、アール・デコ調の内装が施されている。3,563席の収容人数は、ニューヨークのメトロポリタン歌劇場に次いで北米で2番目に大きいオペラホールである。1993年から改装を担当した元総監督のアーディス・クレイニクに敬意を表して、1996年に「アーディス・クレイニク劇場」と命名された。 

### ジョフリー・バレエ
2017年、リリック・オペラ劇場のハウスマネージャーは、ジョフリー・バレエが2020年に長年の公演会場であるオーディトリウム・シアターからオペラハウスに移転する計画を発表した。この発表は、リリック・オペラが振付師ジョン・ノイマイヤーによるグルック『オルフェオとエウリディーチェ』の新作を発表したことと表裏一体である。この作品は、オペラのミュージカルとバレエの要素を融合させたもので、ジョフリー・バレエ団が出演する。

## パトリック・G. とシャーリー・W. ライアン・オペラ・センター
パトリック・G. とシャーリー・W. ライアン・オペラ・センター（旧：アメリカ芸術家のためのリリック・オペラ・センター、1981年 - 2006年）は、キャロル・フォックスによって1974年に設立されたシカゴ・リリック・オペラのプロの芸術家育成プログラムである。 

ライアン・オペラ・センターは、アメリカで最も権威のある声楽プログラムの一つとされ、以下のような著名な歌手を輩出してきた： 
- ハロリン・ブラックウェル（英語版）
- ニコル・キャベル（英語版）
- マーク・S・ドス（英語版）
- エリザベス・フットラル（英語版）
- ジョセフ・カイザー（英語版）
- ゲイリー・リーマン（英語版）
- エミリー・マギー（英語版）
- スザンナ・フィリップス（英語版）
- マシュー・ポレンザーニ（英語版）
- エリン・ウォール（英語版）
- ヤン・グアン（英語版）

毎年400名近くのオーディションを受けた若手歌手の中から約12名が選ばれ、12ヶ月間滞在する。1年間の滞在期間中には、声楽レッスンやコーチング、言語や演技のトレーニング、オペラ界で最も有名なアーティストのマスタークラスなど、オペラパフォーマンスの様々な面で高度な指導を受ける。また、シカゴ近郊の多くの会場で行われるリサイタルやコンサートに参加することで、貴重な経験を積むことができる。リリック・オペラのメインステージのシーズンには、あらゆるレベルの役を演じ、代役を務める。また、世界最高のオペラ歌手、指揮者、演出家と共演することで、若いアーティストのプロ意識を高めていく。2005年、作家のウィリアム・マレーは、ライアン・オペラ・センターの入学クラスの1年間の生活についての本を書いている。 
アンドリュー・フォルディは1991年から1995年までライアン・オペラ・センターのディレクターを務めた。その後、1995年から2006年に亡くなるまでディレクターを務めたリチャード・パールマンが後を継いだ。2002年からライアン・オペラ・センターのヴォーカル・スタディーズ・ディレクター兼プリンシパル・インストラクターを務めていた著名なソプラノ、ジャンナ・ローランディが2006年にプログラムのディレクターに任命された。現在は、ディレクターのダン・ノヴァック、音楽監督のクレイグ・テリー、声楽ディレクターのジュリア・フォークナー、アドバイザーのルネ・フレミングがプログラムを運営している。 